# Gorazdowo (województwo warmińsko-mazurskie)
Gorazdowo (niem. Thiemau) – osada w Polsce położona na Mazurach, w województwie warmińsko-mazurskim, w powiecie giżyckim, w gminie Giżycko.
W latach 1975–1998 miejscowość należała administracyjnie do województwa suwalskiego.
We wsi dwór z połowy XIX w. położony na wysokim wzniesieniu.
Inne miejscowości o nazwie Gorazdowo: Gorazdowo